# Lycée français d'Alexandrie
 (août 2014).
Si vous disposez d'ouvrages ou d'articles de référence ou si vous connaissez des sites web de qualité traitant du thème abordé ici, merci de compléter l'article en donnant les références utiles à sa vérifiabilité et en les liant à la section « Notes et références ».
Le lycée français d'Alexandrie est un établissement d'enseignement à rayonnement international appartenant en pleine responsabilité à la Mission laïque française (MLF). Il est l'unique lycée français à Alexandrie (Égypte).
Cet établissement scolaire, qui dispense les programmes du ministère de l’Éducation nationale français, accueille les élèves de la maternelle à la classe terminale. Il prépare ses élèves au brevet des collèges et au Baccalauréat des séries scientifiques et sciences économiques et sociales. Il propose dès 3 ans l'apprentissage de la langue arabe, puis l'anglais à partir de 6 ans. Au collège, les élèves ont le choix de commencer l'espagnol, l'allemand ou le latin.

## Histoire

### Création
D'abord ouvert par un groupe de parents d'élèves soucieux d'assurer à leurs enfants une éducation scolaire de qualité, le lycée français d'Alexandrie est rapidement confié à la Mission laïque française (MLF).
À sa création, le lycée ne comporte qu'une section secondaire rapidement élargie à la section primaire et destinée à se constituer sur le modèle des établissements secondaires existant en France avec une adaptation aux besoins de la société locale. Il ouvre ses portes le 11 octobre 1909 et est géré, au début, conjointement par un groupe de parents d'élève, la Société du lycée, et la MLF. Très vite, pour des raisons de durabilité, la MLF en prend le contrôle total.
C'est en 1913 que la MLF décide d'acquérir le terrain sur lequel le lycée, devenu trop petit, posera la première pierre de ses nouveaux locaux à Chatby. Le nouveau lycée sera prêt pour la rentrée 1914. En raison d'un manque de professeurs (neuf d'entre eux sont partis au conflit), il n'ouvrira ses portes qu'une fois la guerre terminée et restera donc fermé toute la durée du conflit.

### Entre-deux guerres
La période de l'entre-deux guerres voit le lycée développer considérablement ses effectifs. En 1928 s'ouvre une section supérieure pour l'enseignement de la littérature française, littérature latine et littérature grecque, ainsi qu'une préparation aux études de droit. Plus tard sera créée une section scientifique.
Avec la Seconde Guerre mondiale, le lycée se voit frappé de plein fouet dans son essor. Les cours peuvent néanmoins continuer avec les professeurs formés au sein de sa propre section supérieure.

### Devenir franco-égyptien
En 1940, des scellés sont posés sur les locaux du siège de la MLF à Paris. Les lycées d’Égypte sont gérés par le ministre de France au Caire. Ils deviennent des lycées franco-égyptiens.
Autour de Marcel Fort, proviseur du lycée, tous les établissements d’Égypte vont se mobiliser et prendre en charge la gestion de la MLF dont le siège sera, pour cette période, en Égypte. Le gouvernement égyptien apporte son soutien financier.
Après la guerre, le lycée d'Alexandrie développe davantage l'apprentissage de l'arabe et va jusqu'à créer des manuels d'histoire et de géographie de l’Égypte. Le baccalauréat franco-égyptien est reconnu dans pratiquement toutes les universités égyptiennes.
Le 27 juillet 1956, le président de la République égyptienne proclame la nationalisation du canal de Suez. Le 31 octobre, le gouvernement égyptien fait fermer le lycée à la suite d'une intervention militaire franco-britannique. Il reprend néanmoins ses activités avec de nombreuses adaptations discutées avec le gouvernement égyptien. Finalement en 1961, deux diplomates français sont accusés d'espionnage. Les lycées français d’Égypte sont fermés.

### Depuis 2006
Le lycée français d'Alexandrie, géré par la Mission laïque française, a rouvert ses portes en 2006 en reprenant la gestion d'un établissement français appartenant à une association de parents d'élèves situé dans le quartier d'Ibrahimeya. C'est depuis cette date de nouveau un établissement en pleine responsabilité de la MLF qui a reçu progressivement l'homologation de l'ensemble de ses filières d'enseignement. Après un déménagement entre 2009 et 2011, il retrouve en 2012 son quartier d'origine Chatby en louant et réaménageant les locaux d'un hospice de la communauté grecque alexandrine au 92 rue El Eskandar El Akbhar.

## Les proviseurs
- Septembre 2008 - juin 2010 : Alain Ratierson
- Septembre 2010 - juin 2013 : Michel Arrazat
- Septembre 2013 - juin 2019 : Jérôme Le Bars
- Depuis Septembre 2020 : Christian Nonenmacher

## Les anciens élèves
- Ezekiel Baroukh
- Noël Calef
- Rudolf Hess[1]
- Armand Megglé
- Georges Moustaki
- Pierre Raterron[2]

## Les anciens professeurs
- Constantin Kaïtéris
- Moustapha Safouan
- Jean Langevin